# Голубцовка
Голубцо́вка (рос. Голубцовка, ерз. Голубцовка) — село у складі Ромодановського району Мордовії, Росія. Входить до складу Набережного сільського поселення.

## Населення
Населення — 30 осіб (2010; 38 у 2002).
Національний склад (станом на 2002 рік):
- росіяни — 100 %